# Blažim
Blažim är en ort i Tjeckien.   Den ligger i regionen Ústí nad Labem, i den nordvästra delen av landet, 70 km nordväst om huvudstaden Prag. Blažim ligger 263 meter över havet och antalet invånare är 232.
Terrängen runt Blažim är platt.Runt Blažim är det ganska glesbefolkat, med 42 invånare per kvadratkilometer. Närmaste större samhälle är Most, 10,7 km norr om Blažim. Trakten runt Blažim består till största delen av jordbruksmark.